# 达格伦圣心教堂
达格伦圣心教堂（Dahlgren Chapel of the Sacred Heart），简称达格伦教堂（Dahlgren Chapel）教堂，是一座位于华盛顿乔治城大学校园的罗马天主教堂。教堂建于1893年，位于该校校园的中心。教堂属于天主教華盛頓總教區的范围，由耶稣会士管理，并且是附近圣三一教堂堂区的一部分。 

## 流行文化

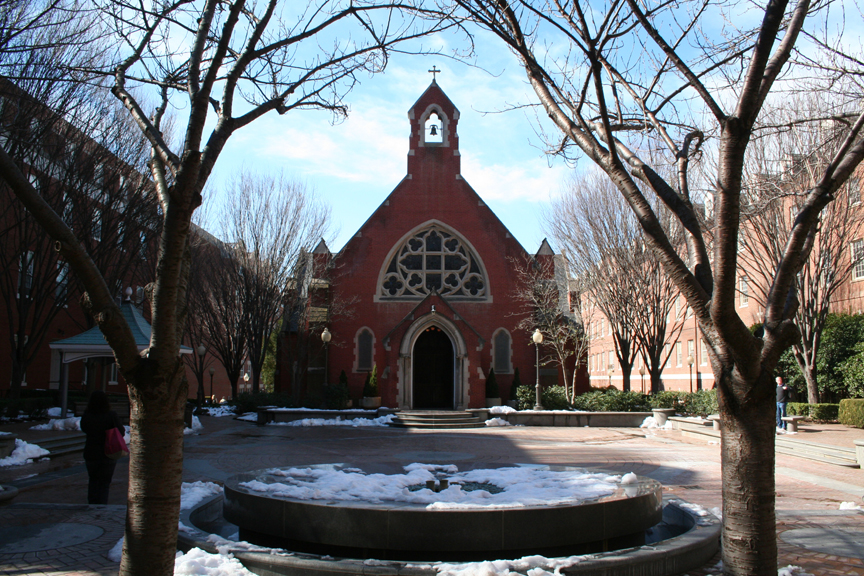

该堂的立面出现于1973年的《驱魔人》，当作该片男主角神父的住所。